# Leta
Leta (latino: Laeta; fl. 383-408) fu la seconda moglie dell'imperatore romano Graziano.

## Biografia
L'unico parente di Leta citato da Zosimo è la madre Tisamena.
La prima moglie di Graziano fu Faustina Costanza. Ella morì a circa ventuno anni e il Chronicon paschale data l'arrivo delle spoglie di Costanza a Costantinopoli il 31 agosto 383. Essa deve quindi essere morta nei primi mesi dello stesso anno, ma la data esatta e le cause della morte sono sconosciute. Graziano, quindi, dovette sposare Leta nel 383, in quel breve periodo che va fra la morte della sua prima moglie e la sua stessa morte, avvenuta il 25 agosto 383 per mano dei suoi oppositori.
Graziano aveva disposto che il fisco concedesse in perpetuo a Leta e a sua madre Tisamena una cospicua quantità di grano.
Nel suo resoconto del primo assedio di Roma (datato 408) da parte di Alarico I, re dei Visigoti, Zosimo afferma che la città dovette affrontare una carestia e che Leta e sua madre Tisamena aprirono i loro magazzini al pubblico e distribuirono gratuitamente il loro grano.